# Luca Antonini
Luca Antonini, född 4 augusti 1982 i Milano, är en italiensk fotbollsspelare som spelar för Livorno, på lån från Ascoli.
Han har tidigare spelat för bland annat AC Milan och Genoa.
1 februari 2016, på transferfönstret sista dag, lånades Antonini ut till Livorno.

## Meriter
Milan
- Serie A: 2010/2011